# Armadura del conde de Pembroke
La armadura del conde de Pembroke es un conjunto de combate que perteneció a William Herbert, 1.er conde de Pembroke (1501-1570) y que integra la colección del Museo Real de Ontario como uno de sus tesoros (Iconic objects en inglés).

## Historia

### William Herbert,1.erconde de Pembroke
William Herbert fue un noble y cortesano durante el periodo Tudor y sirvió como guardián del rey Eduardo VI después de la muerte de Enrique VIII. Después de la muerte del rey Eduardo, sirvió a la reina María I. El conde tuve tres hijos que llegaron a la vida adulta, los cuales también estuvieron a las órdenes de los Tudor. William Herbert falleció el 17 de marzo de 1570 y está enterrado en la catedral de San Pablo, al lado de su primera mujer, Ana Parr.

### La armadura
La armadura en exhibición en el ROM de Toronto es el torso y parte superior de la pierna del conjunto completo que fue creado para el conde de Pembroke. Esta pieza es un raro ejemplo de armadura hecha por el maestro armero Erasmus Kirkener en los Talleres Reales de Greenwich (Greenwich Armour), Inglaterra, en la década de 1550. Estos talleres fueron fundados por el rey Enrique VIII en 1525 para proveer armaduras hechas a medida para los nobles ingleses.
Esta pieza, originalmente parte del patrimonio ancestral de los condes de Pembroke, fue conservada en la armería de Wilton House en las cercanías de Sailsbury en Wiltshire, Inglaterra. Después de la Primera Guerra Mundial, como sucedió con muchas de las grandes casas de campo, el patrimonio de Wilton House fue vendido. La venta de este tipo de propiedades y de sus patrimonios tiene una historia tan propia como interesante ligada con los cambios sociales y financieros provocados por la guerra. Charles Trick Currelly adquirió esta pieza para el Museo Real de Ontario en 1930. Se encuentra en exhibición en las Galerías europeas Samuel, ala de la familia Weston.

## Descripción

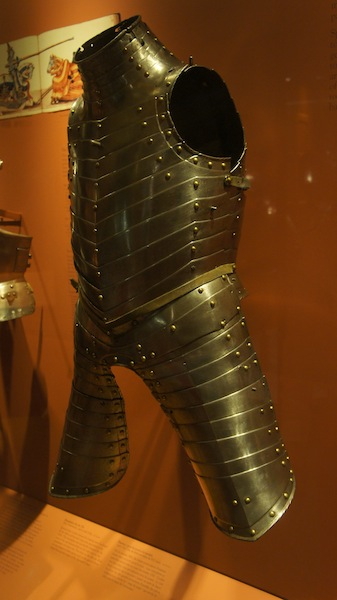
Vista lateral de la armadura

La armadura está compuesta por láminas de acero superpuestas que son sostenidas por correas internas de cuero y remaches corredizos. Este diseño de armadura de influencia italiana encontrado en el peto y en el contraplato es conocido como anima. Kirkener diseñó animas entre 1550 y 1560. La pieza del ROM es una de las tres únicas animas sobrevivientes hechas en Greenwich que se encuentran en colecciones públicas.
Las animas formaban la parte central de las armaduras de placas de acero intercambiables (garniture armour).
Estas garniture armours se caracterizaban por estar formadas por un conjunto de piezas que podían cambiarse de acuerdo con las necesidades de su propietario: ya se para el combate, los torneos o una parada ceremonial. La armadura de Pembroke está conformada por lo que se conoce como una small garniture que estaría destinada para uso en la infantería y liviana o pesada caballería.
Además de servir de protección a su portador, la armadura refleja la moda durante la década de 1550. La forma de los hombros y los lados de esta pieza son característicos de la forma del jubón usado por los cortesanos durante el reinado de María. Esta pieza de vestimenta hecha a la medida refleja también las dimensiones físicas del conde de Pembroke.